# Звени
 Звени  — деревня в Кирово-Чепецком районе Кировской области в составе Кстининского сельского поселения.

## География
Расположена на расстоянии примерно 1 км на восток-северо-восток от центра поселения села Кстинино.

## История
Известна с 1671 года как деревня Черемисская с 1 двором, в 1764 году 36 жителей, в 1802 5 дворов. В 1873 году здесь (Черемисская или Звени) дворов 12 и жителей 75, в 1905 12 и 89, в 1926 (Звени или Черемисская) 17 и 97, в 1950 17 и 67, в 1989 211 жителей. Настоящее название утвердилось с 1939 года.

## Население
Постоянное население составляло 190 человек (русские 96%) в 2002 году, 178 в 2010.